# Goera japonica
Goera japonica är en nattsländeart som beskrevs av Banks 1906. Goera japonica ingår i släktet Goera och familjen grusrörsnattsländor. Inga underarter finns listade i Catalogue of Life.